# Cremonide
Cremonide (in greco antico: Χρεμωνίδης?, Chremōnídēs; Atene, prima metà del III secolo a.C. – seconda metà del III secolo a.C.) è stato un politico e ammiraglio ateniese, il quale attorno al 267 a.C. propose l'entrata di Atene nella lega anti-macedonica a fianco di Sparta e dell'Egitto; da lui prese il nome la guerra che ne seguì.
In seguito si rifugiò presso i Tolomei, che servì in qualità di ammiraglio.

## Biografia
Non sono molte le notizie sulla prima parte della vita di Cremonide. Sappiamo che era nato ad Atene nel demo di Etalide, figlio di Eteocle, fratello di Glaucone.  Sappiamo inoltre che fu discepolo del filosofo stoico Zenone di Cizio. 
Insieme col fratello Glaucone prese parte attiva alla vita politica ateniese alla testa del partito democratico durante l'ascesa al trono di Macedonia di Antigono Gonata. Sotto l'arcontato di Pitidemo (267-266 a.C.), ma la datazione è fortemente discussa, Cremonide presentò un decreto che sancì l'alleanza con Tolomeo II e Areo I di Sparta in funzione anti-macedone. La reazione di Antigono Gonata, che mise sotto assedio Atene, determinò la caduta del partito democratico. Cremonide e suo fratello Glaucone si rifugiarono in Egitto presso Tolomeo II. 
Come navarco comandò una flotta tolemaica con la quale, però, fu sconfitto nella battaglia di Efeso, nei pressi del tempio di Afrodite, da una flotta di Rodi al comando di Agatostrato; Seibert data questo evento al 261 a.C..